# Sargento Keroro
Sargento Keroro (ケロロ軍曹 Keroro Gunsō?) es una serie de manga de comedia y ciencia ficción escrita e ilustrada por Mine Yoshizaki. A fecha de la última edición del artículo consta de más de 320 episodios, pero se siguen produciendo. Se han producido ya cinco películas. 
El manga fue publicado en Japón por Kadokawa Shoten. En España es publicado por Norma Editorial.
El anime es producido por Sunrise y fue emitido por primera vez por Animax y TV Tokyo en abril de 2004. En agosto de 2005 fue anunciada la primera película bajo en nombre de Keroro Gunsō, dirigida por  Junichi Sato y producida por Sunrise. Fue estrenada en el verano de 2006. La segunda película fue anunciada para marzo de 2007, una tercera para 2008, una cuarta con motivo del 10 aniversario en 2009 y la última en año 2010. Se anunció el final de la 7ª temporada el 4 de abril de 2011 con 1 hora de capítulos y en su página comunicó un descanso indefinido en la emisión, en cambio el manga seguirá su publicación. Salieron 23 OVAs con el nombre de únicamente "Keroro" en 2014, recapitulando el argumento del anime con un nuevo estilo de animación.

## Personajes principales

### Tropa Keroro
Nombrados por rango. Nótese que Kururu tiene mayor rango que Keroro, pero fue nombrado él jefe de tropa.
- Keroro, Sargento (Keroro Gunsō?) Es el líder de la tropa, es vago, descuidado, holgazan, siempre que planea una invasión al planeta termina haciendo maquetas o cualquier otra cosa, siempre tirado a la bartola. Aunque cuando llega al 100% de humedad es más fuerte que Tamama y Giroro juntos, cuando se ríe utiliza su "Kerokerokero", que también es su vibración.
- Kururu, Alférez (Kululu Sochō?) Es el cuarto miembro del escuadrón, es un experto en máquinas y ordenadores, por lo tanto, es el inventor del grupo. Es maquinador y siente una atracción hacia Aki Hinata. Es cínico y oscuro. Siempre lleva puestos sus auriculares con los que no para de escuchar música y lo que más destaca de él es que nunca para de reír con su "Kukukukuku...". Su vibración es "Kurukurukuru".
- Giroro, Caporal (Giroro Gochō?) Es el tercer miembro de la tropa, su especialidad es la batalla armada y tiene una sed de sangre irrefrenable, tiene un arsenal de armas dimensional y puede hacerlas aparecer a su antojo. De carácter muy agresivo y peligroso, tanto que es capaz hasta de dispararle a su sargento. Quiere matar a todos los habitantes de la Tierra, pero a causa de su primer enfrentamiento con Natsumi, que lo apaliza sin piedad, se enamora de ella y decide protegerla de cualquier peligro, sobre todo de los planes de Keroro. Su vibración es "Girogirogiro".
- Dororo, Cabo (Dororo Heichō?) Quinto miembro de la tropa Keroro. Antes de conocer a Koyuki, se hacía llamar Zeroro y era el asesino más implacable de toda la tropa, ahora es un ninja pacífico que ama a la Tierra. Dororo es muy tranquilo, calmado, siempre sabe mantener la compostura... Al menos hasta que recuerda uno de sus miles traumas de la infancia (en la serie siempre se ve un circuito cerrándose en ese momento), todos producidos por Keroro cuando eran pequeños, ya que se aprovechaba de que Dororo era un niño muy inseguro. Su vibración es "Dorodorodoro".
- Tamama, Recluta (Tamama Nitohei?)  Es el componente más joven de la tropa Keroro (tanto que ni tan siquiera es rana aún), que siente una devoción extrema hacia su sargento Keroro. Es muy dulce y tiene un carácter muy infantil, le gustan los dulces, jugar, etc. Pero al igual que Momoka, cuando se le cruzan los cables, se transforma en un psicópata que lanza rayos mortales por la boca. Su vibración es "Tamatamatama".

### Pokopenses (humanos)
- Fuyuki Hinata  (Hinata Fuyuki?): 12 años. Uno de sus rasgos más destacados es que carece de resistencia física, pero es tranquilo, con un corazón noble y una gran capacidad para perdonar. Es lo contrario de su hermana Natsumi en muchos aspectos, pues ella es nerviosa y colérica, muy buena en gimnasia y estudios. Cuando se enfada mucho, libera gran cantidad de ira almacenada que incluso asusta a Natsumi. Sus nombres y colores tradicionales son opuestos, pues el nombre de Fuyuki significa árbol de invierno, y el azul es su color, mientras que el de Natsumi significa belleza de verano y su color es el rojo. Fuyuki está obsesionado con lo paranormal y la ciencia ficción, y por razones desconocidas, tiende a encontrar muchas y extrañas criaturas. Es delegado, fundador y jefe del Club de lo Paranormal de la escuela Yotaka, no reconocido en el centro.

Su apariencia refleja la de un chico normal japonés, pelo negro, ojos violeta oscuro, y una altura media. Es un chico muy cariñoso, dulce y que rebosa amistad; pero eso sí, cuando se enfada es de temer. Fuyuki tiene un estrecho vínculo con Keroro, aunque se supone que son enemigos. Le suele llamar cariñosamente sargento y pasan mucho tiempo juntos. Él es que ha salvado a la Tierra de ser destruida, así como el responsable de mantener la Kerobola fuera del alcance de Keroro, ya que es una extraña y peligrosa arma keronense que Fuyuki a veces utiliza inconscientemente como un juguete o arma.
- Natsumi Hinata (Hinata Natsumi]?): Es una chica de 13 años (aunque luego cumple 14) a la que se le da muy bien el deporte y es muy buena estudiante. Va a 3º de secundaria. Su cumpleaños es el 2 de diciembre. Tiene mucha fuerza pero es una negada para actuar en público. Siempre llama a Keroro ranucha y es muy desconfiada con todos. Tiene el pelo rosa. Está enamorada de Saburo , su ligue adolescente al que conoce más gracias a las ranas. Es tan popular que todas las chicas la admiran, hasta el extremo de regalarle chocolate por San Valentín.Sus medidas son 80-56-80. Su número es el 723 y su palabra Summer, que la tiene escrita en las zapatillas, el delantal y en un cartel en la puerta de su cuarto. Su nombre, Natsumi significa Belleza de verano en japonés. Su punto débil son las babosas; es lo que tiene más asco.

La protege de todo Giroro, quien siempre está atento a todo lo que le ocurra. Los dos tienen una relación muy adulta, y aunque no lo parezca, ella le tiene mucho aprecio. Lo salvó una vez de morir deshidratado en el desierto dándole un sentido abrazo y cuando éste estuvo a punto de abandonar Pokopén, lloró por él e incluso estuvo a punto de decirle algo muy importante, que tras volver Giroro y esperar más de la cuenta, le dijo que lo veía como un extranjero. Su afecto es mutuo, solo que ella no da indicios claros de quererlo. Su símbolo es el 7.
- Aki Hinata (Hinata Aki?): Es la madre de Fuyuki y Natsumi y su edad es desconocida(aunque en un episodio en que keroro y los demás van al año 198X, se ve a Aki con una edad parecida a la de Fuyuki). Sus medidas son 92-60-86. Es la jefa de una empresa de mangas y le apasiona Keroro. Siempre quiere saber su vida. Tiene el pelo negro. Todo lo que hace Keroro y sus amigos, lo relaciona con el manga y como lo haría ella. Su nombre, Aki, significa Otoño en japonés. Su palabra es Autumn.Es una mujer de gran carácter y fuerza, todos sus subordinados la miran con hambre (solo en el manga) y su físico es de infarto. Conduce una moto y es viuda.

- Momoka Nishizawa  (Nishizawa Momoka?)Es una chica muchimilbillonaria. En su finca existe de todo, desde tiendas de compra, hasta cines, atracciones, incluso su propio WacDonalds (evidente parodia de MacDonalds). Esta totalmente enamorada de Fuyuki, al que no se atrevía de llamar por el nombre. Va al mismo instituto que Fuyuki. Es muy tímida, pero a veces libera su ira de forma extrema que es cuando se convierte en Momoka BRUTA. Cuando se enfada mucho o se emoción a lo bestia, se le encrespan los laterales del flequillo y se le convierten en cuernos. Habla mucho para sí misma, hacia su "Otro Yo" interior. Tiene el pelo azul grisáceo y siempre viste elegantemente. Siempre que intenta decirle sus sentimientos a Fuyuki, la interrumpe alguien y se acabó el romanticismo. Aun así ella nunca se rinde, y a la mínima oportunidad aprovecha para trazar un plan para que él la abrace y conseguir el primer beso. Tiene a espías vigilándolo las 24 horas. El padre de Momoka vive en Escocia durante todo el año. Se reúnen una vez a la semana en la residencia del padre para tomar el té. Una vez que Momoka no quiso ir, este desplegó todas las fuerzas militares de su compañía llegando a ser el gasto de 12.600 millones, y al final Momoka se quedó con sus amigos. En un capítulo por error se le implantaron datos de su padre y desarrolló una tercera personalidad que quería hipnotizar a todo Pokopén (la Tierra) para que aceptasen a Fuyuki como rey del mundo entero; pero no logró su plan ya que la tropa Keroro y Fuyuki destrozaron las antenas que emitían la onda "Fuyuki mola mazo". Tras lo cual, a Momoka se le pasaron los efectos de los datos implantados. Su nombre proviene de Momo, que significa melocotonero en japonés. Su palabra es Peach.Sus mediadas son: 30-26-30

- Saburo Mutsumi (Mutsumi Saburō?) / Mutsumi Hojo: Es un chico con un coeficiente intelectual muy alto. Va a la clase de Natsumi, pero casi nunca asiste. Él es poeta, artista y filósofo. Cuida del alférez Kururu, quien le da inventos. Tiene el pelo gris y los ojos azules. Fue él el que habló con Natsumi, para quedar un día y hablar de las ranas. En el anime, se le conoce por Mutsumi y es quien tiene el programa de radio, siendo conocido por todos, es mucho más chulo y va en moto. En el manga, Saburo es otro chico que juega al baloncesto amigo suyo. No entendemos a qué se debe este desdoblamiento de personaje en el anime. En una misión que hizo con la tropa Keroro, escribió el número 326 dos veces. También usa el número 623, como por ejemplo, cuando le da a Natsumi el regalo de cumpleaños.

- Koyuki Azumaya (Azumaya Koyuki?): Es una chica que vive en el campo. Empezó nueva en la clase de Natsumi y se sienta al lado. Se encarga de Dororo. Ambos son ninjas y capturan a los alienígenas que invaden la tierra. Siempre intenta convencer a Dororo de que vuelva con sus amigos, ya que ella de pequeña nunca tuvo amigas y nunca pudo jugar con ellas. Quiere ser amiga de Natsumi e ir con ella de compras. Es capaz de usar técnicas ninja. Al provenir de una familia de ninjas, nunca celebró ninguna fiesta y siempre está encantada de pasarlo bien con Natsumi. Tiene un perro llamado Zeroyasha que es también ninja. Zeroyazhá vaga por los bosques y una vez visitó a Koyuki y a Dororo. Koyuki vivía antes en un poblado. Su nombre, "Koyuki", Proviene de la palabra "Nieve" en japonés.

Koyuki siente una especial pasión por Natsumi que en el manga está identificado como una inclinación de corte amorosa. Yoshizaki juega al equívocos tal y como hiciese Rumiko Takahashi con el personaje de Tsubasa respecto a Ranma o la propia Ukio. Por esto, Giroro, la ve como un rival amoroso por Natsumi y siente una envidia atroz cuando las dos se bañan juntas y él se queda arañando las paredes quemando como una brasa. A veces es Natsumi la que se ve abrumada por tanta amistad vertida.

## Inventos
- Pistola "solo se vive dos veces": Esta pistola devuelve a cualquier ser vivo su juventud, con un plazo de revertimiento de 3 horas.
- Pistola "esta chica es un demonio": Esta arma transforma a los humanos (pokopenses) en demonios con cuernos y ropa a rayas. En el manga, Natsumi consigue poderes de demonio tales como volar o lanzar rayos por las manos tras ser alcanzada por la pistola.
- Pistola "todos somos primos hermanos": Esta arma transforma a los animales en humanos con lo que se representa su personalidad, actitud...
- Pistola "por tiempo limitado": Esta pistola convierte a lo que toca en algo solo disponible por tiempo limitado haciéndolo más apetecible e irresistible. Cuanto mayor es la potencia del rayo menor tiempo dura. Todo lo que es alcanzado por el rayo desaparece cuando desaparece el efecto (De 3 horas en adelante según sea la potencia)
- Bolígrafo crealotodo de Saburo: Un bolígrafo hecho especialmente para Saburo que le permite a este último crear todo lo que dibuje y, en los primeros capítulos, también escriba.
- Robot AK-9/Maminguer H: Un robot creado por Kururu única y exclusivamente para Aki Hinata, la madre de Fuyuki y Natsummi, al no saber usarla la madre pokopense, causa grandes destrozos en la competición invernal en el terreno de los Nishisawa.
- Satélite Ranasat: Un satélite puesto en órbita sobre pokopen usado por diversas razones, entre otras cambiar el tiempo.
- Cada miembro de la tropa tiene un robot con su diseńo y todos los robots pueden combinarse en uno solo mucho más poderoso, clara parodia de Super Sentai Series.